# Szaszłyk

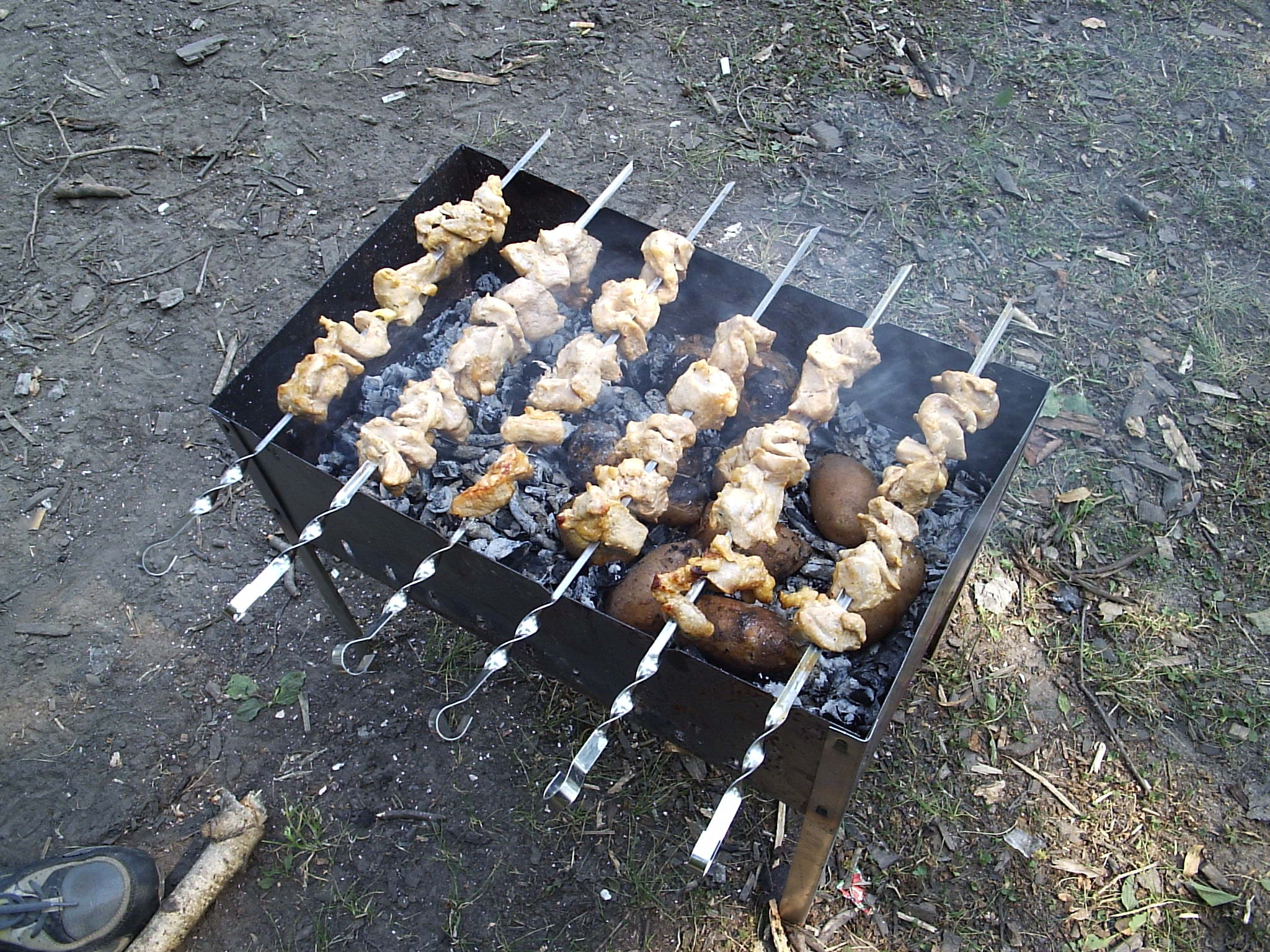
Pieczenie szaszłyków

Szaszłyk (z ros. шашлык i krymskotatar. şışlıq) – potrawa składająca się z kawałków mięsa nadzianych na szpikulec i pieczonych na rożnie lub grillowanych. W zależności od przepisu mięso może być przekładane różnymi warzywami (plasterkami cebuli, kawałkami papryki lub pomidorów) oraz słoniną lub boczkiem itp. Szaszłyk jest tradycyjnie spożywany w krajach centralnej Azji i najprawdopodobniej stamtąd się wywodzi. Jest także popularną potrawą w Izraelu, został tam przywieziony przez emigrantów z Rosji (sporządzany zgodnie z zasadami koszerności).
Do przygotowania szaszłyków stosuje się różne gatunki mięsa: jagnięcinę, wołowinę, wieprzowinę (w krajach niemuzułmańskich) i czasami mięso drobiowe. Mięso jest zazwyczaj wcześniej marynowane. W skład marynaty wchodzą: składniki kwaśne, tj. ocet, wino, sok z cytryny lub soki z kwaśnych owoców i warzyw, zioła i przyprawy, oraz olej roślinny. Tradycyjne szaszłyki piekło się nad ogniem, ale współcześnie spotyka się różne metody ich pieczenia lub grillowania.